# Veronika Zemanová
Veronika Zemanová (České Budějovice, República Checa; 14 de abril de 1975) es una actriz pornográfica y modelo erótica checa.

## Biografía
Tras finalizar el colegio en 1989 pasa al instituto, donde le interesaba sobre todo la biología y el arte. Al terminar sus estudios, estuvo tres años en una escuela de fotografía, aunque tuvo que trabajar de camarera y vendedora hasta poder abrir su propio estudio. Sin embargo, en 1997, antes de que pudiera terminar de pagar el crédito, le robaron, por lo que Veronika perdió todo. De modo que tuvo que trabajar de asistente de fotógrafo y luego como Mistress en casas de sadomasoquismo (según afirmó en una entrevista), pero más tarde decidió posar ella misma, apoyada por su mánager holandés de ese tiempo.
Se conoce su aparición en el vídeo "Schulhofmösen" de 1997 (hecho por una firma alemana de vídeos amateur), en el cual ella logra escapar de la escena antes de iniciar el acto sexual. Este vídeo "reapareció" en el otoño de 2009; sin embargo, Veronika siempre ha manifestado su arrepentimiento sobre esos pasajes de su vida, por lo cual, de su parte no se conocen más.
Poco después, Veronika dio un rumbo diferente a su imagen, comenzando a posar como modelo de desnudos y topless, siendo en Roma donde conoció al fotógrafo que publicó su primera página web, con el que trabajaba bajo el seudónimo de Eva. Por un error de producción se traspapeló su nombre real y fue publicado sin su permiso, con lo que llegado el caso decidió ya conservarlo y dejar de usar su seudónimo. Veronika ha venido posando para numerosas publicaciones de EE. UU. y Gran Bretaña, sobre todo para las revistas Playboy y Mayfair.
A diferencia de muchas otras modelos, Veronika no quería someterse a una operación de cirugía plástica ni posar con hombres. Quizá en eso residió su éxito hasta cierto punto.[cita requerida] Sin embargo, en 2001 terminó por aumentarse el pecho.
A comienzos de 2004 se retiró temporalmente del mundo de la fotografía erótica, aunque su mánager comentó sobre la posibilidad de que siguiera apareciendo en diferentes eventos como desfiles de moda, anuncios y películas.
Desde 2007 hasta la fecha, Veronika ha estado trabajando de manera exclusiva para Actiongirls, aunque también se le ha visto posando para las revistas inglesas Clout, MonkeyMag y Daily Sport.
El pasado 23 de julio de 2010 fue lanzado su más reciente trabajo, el video llamado "Ibiza (part 1)" para Actiongirls, sin embargo, esta misma web anunció el 21 de julio de 2010 que este sería su último trabajo para dicha empresa (agregando algunas palabras de despedida y agradecimiento) lo cual sitúa a Veronika de nuevo a las puertas del retiro, tal y como ocurrió en 2004, solo que esta vez sería definitivamente.

## Otros datos
- Junto a su carrera como modelo, en 2002 sacó al mercado el sencillo "The Model", su propia versión de ese tema, de la legendaria banda alemana Kraftwerk, pero no tuvo éxito comercial alguno.
- En 2003 se realizó en el sitio web Danni.com una votación que la nombró la segunda modelo más popular de entre 350 (la ganadora resultó ser Danni Ashe en su propio sitio web).
- A finales de 2008, su página web dejó de funcionar repentinamente, no hubo razones, ni despedidas, simplemente fue cerrada y se informó a los miembros sobre el estado de sus cuentas. No se sabe con seguridad a qué debió el cierre de esta. Muchos de sus seguidores aún esperan algún tipo de respuesta, ya que su página web era el único medio de contacto "directo" con la modelo.

## Filmografía
1997:
- Schulhofmösen[4]

2002:
- Danni Presents Veronika Zemanova
- Naughty Pinups
- May Girls of IVOLT
- Busty Naturals
- Erotic Idols
- JB Panthyhose & Stocking Tease

2003:
- The Ball
- Pajama Playtime

2004:
- Quick Strips: Blondes Tease, Brunettes Please
- International Beauties

2005:
- Actiongirls Vol. 1

2006:
- FHM Adult Entertainment

2007:
- Actiongirls Vol. 4
- Big Bad Busty Brittney and Her Bodacious Friends

2008:
- Actiongirls Vol. 5

2009:
- Actiongirls Vol. 6

2010:
- Actiongirls Vol. 7